# Nicolae Giugea
Nicolae Giugea (n. 6 noiembrie 1962, Mischii, România) este un deputat român de Dolj, ales în legislaturile 2016-2020 și 2020-2024 pe listele partidului PNL.

## Avere personală
Conform declarației de avere a lui Nicolae Giugea, acesta are în proprietate bunuri imobile, însemnând: 1,32 hectare de teren intravilan, respectiv 1,35 hectare de teren arabil, ambele în comuna Mischii, respectiv o casă cu trei etaje, având o suprafață de peste 700 metri pătrați, aflată în aceeași comună. De asemenea, mai deține și un apartament în municipiul Craiova, cu o suprafață de 62 metri pătrați. 
Ca și încasări anuale, erau declarate câștiguri anuale în valoare de 132.207 lei, în calitate de deputat, respectiv 118.952 lei, în calitate de cadru didactic al Facultății de Agronomie din cadrul Universității din Craiova. 
Nu în ultimul rând, deputatul mai deține și două autoturisme marca Škoda.
1. ↑  În ce case stau politicienii craioveni
2. ↑  „Giugea Nicolae - Sinteza activității parlamentare”, Camera Deputaților, arhivat din original la 1 decembrie 2021, accesat în 9 mai 2025